# Fissicrambus hemiochrellus
Fissicrambus hemiochrellus là một loài bướm đêm trong họ Crambidae.